# Kościół Najświętszej Maryi Panny Niepokalanie Poczętej w Oporowie
Kościół Najświętszej Maryi Panny Niepokalanie Poczętej w Oporowie – rzymskokatolicki kościół parafialny należący do parafii pod tym samym wezwaniem (dekanat krobski archidiecezji poznańskiej).
Świątynia została wzniesiona w 1640 roku. Ufundowana została przez Stanisława Śmigielskiego. Została powiększona w 1804 roku o murowaną wieżę i kruchtę dzięki staraniom Józefa Morawskiego referendarza Księstwa Warszawskiego. Restaurowana była w latach: 1870 pod nadzorem Aleksego Lange, 1877 i 1952–54.
Budowla jest szachulcowa, jednonawowa, wybudowana została w konstrukcji słupowo-ramowej, wypełnionej gliną i cegłą. Kościół jest orientowany. Jego prezbiterium jest mniejsze w stosunku do nawy, zamknięte jest trójbocznie, przy nim znajdują się: zakrystia z lożą kolatorską na piętrze oraz kaplica, pełniąca dawniej funkcję kruchty. Od frontu jest umieszczona murowana wieża z kruchtą w przyziemiu. Zwieńcza ją klasycystyczny blaszany dach hełmowy. Z boku nawy jest umieszczona murowana kruchta. Świątynię nakrywa dach dwukalenicowy, pokryty gontem. Pod budowlą znajduje się krypta. Wnętrze kościoła jest nakryte stropem pozornie kasetonowym z dekoracją. Belka tęczowa jest ozdobiona krucyfiksem i rzeźbami. Chór muzyczny jest podparty dwoma kolumnami i posiada prostą linię parapetu, na chórze jest umieszczony prospekt organowy z początku XVIII wieku. Ołtarz główny w stylu późnobarokowym pochodzi z końca XVIII wieku. Dwa ołtarze boczne reprezentują styl regencji i powstały w latach 1720–30. Ambona i ława kolatorska powstały pod koniec XVIII wieku. Chrzcielnica w stylu barokowym w formie muszli, podparta delfinem, została wykonana w 2 połowie XVII wieku. Skarbonka z pnia drzewa z żelaznymi drzwiami i okuciami pochodzi z około 1640 roku. Liczne rzeźby reprezentują style: późnogotycki i barokowy. Drewniane epitafium fundatora świątyni powstało w stylu wczesnobarokowym.